# Christian Mittermeier
Christian Mittermeier (* 29. Dezember 1965 in Rothenburg ob der Tauber) ist ein deutscher Hotelier und Gastronom.

## Werdegang
Nach einer Metzgerlehre von 1982 bis 1984 absolvierte er die Ausbildung zum Koch im Hotel Bareiss in Baiersbronn. 1989 wechselte er ins Restaurant Euler in Basel, machte sich aber schon im gleichen Jahr selbstständig und führte bis 1994 das Restaurant Burgschenke in Lörrach. 1994 kehrte er in seine Heimatstadt Rothenburg ob der Tauber zurück und übernahm den elterlichen Betrieb Villa Mittermeier, den er seitdem erweiterte. 
2005 wurde das Restaurant der Villa Mittermeier unter Küchenchef Oliver Krieger mit einem Michelinstern ausgezeichnet, der bis 2007 gehalten wurde. Ab 2009 wurde dem Restaurant unter Küchenchef Mathias Apelt erneut ein Michelinstern verliehen. Mitte 2012 wurde das Gourmet-Restaurant geschlossen.
Von Juni 2010 bis Oktober 2013 schrieb Mittermeier abwechselnd mit Jürgen Koch und Karl-Josef Fuchs Beiträge für den Blog „Nachgesalzen“ auf Zeit Online. 2018 kam das Konzept-Hotel Mittermeiers Alter Ego hinzu.
2024 wurde das Restaurant Mittermeier unter Küchenchef Thorsten Hauk mit einem Michelinstern ausgezeichnet. Dem Hotel wurde ein Key des Guide Michelin zuerkannt.